# Zemsta Zbawiciela
Zemsta Zbawiciela (łac. Vindicta Salvatoris) – apokryf Nowego Testamentu opowiadający o następstwach ukrzyżowania Jezusa.

## Charakterystyka
Ten utwór z tzw. cyklu Piłata powstał prawdopodobnie w Akwitanii. Najstarszy rękopis apokryfu pochodzi z IX wieku, więc utwór musiał powstać przed tą datą. Apokryf jest napisany słabą łaciną, ma złą kompozycję i jest niewiarygodny pod względem historycznym i geograficznym: Tytus jest przedstawiony jako współczesny Tyberiuszowi, Herod Archelaos jest ukazany jako świadek zburzenia Jerozolimy, a miasto Burdigala umiejscowiono w Libii.

## Treść
Cierpiący na raka twarzy rządzący Akwitanią Tytus usłyszał od Izmaelity imieniem Natan o cudach, których dokonał Jezus, a także śmierci i zmartwychwstaniu. Tytus wyraził wiarę w Chrystusa, po czym ochrzcił się, a jego choroba ustąpiła. Następnie wespół z Wespazjanem udał się do Judei, aby ukarać osoby winne śmierci Jezusa: Annasz i Kajfasz zostali ukamienowani, Archelaos popełnił samobójstwo, a Piłat został wtrącony do więzienia. W utworze pojawia się również wątek Welozjanusa, który na polecenie chorego na trąd cesarza Tyberiusza udał się do Judei w poszukiwaniu odbicia Chrystusa. Welozjanus na miejscu spotkał Józefa z Arymatei, Nikodema i Weronikę, a po wysłuchaniu ich świadectw o Jezusie wraz z Weroniką i jej chustą przybył do Rzymu. Po ujrzeniu chusty Tyberiusz wyznał wiarę w Jezusa i postanowił się ochrzcić.

## Znaczenie
Zemsta Zbawiciela była popularnym utworem w czasach krucjat jako przedstawiającym problem słusznej kary. Do utworu odniósł się Dante Alighieri w Boskiej komedii, w której Justynian wspomina o pomście Tytusa za „grzech starożytny”. Na apokryfie oparto również późnośredniowieczne francuskie misteria.